# Чикано-рэп
Чикано-рэп (англ. Chicano rap) — один из музыкальных поджанров хип-хопа, появившийся в среде латиноамериканского населения запада США и севера Мексики в результате смешения латиноамериканского хип-хопа и гангста-рэпа.

## История

### Возникновение жанра
Первым широко известным исполнителем чикано-рэпа стал Kid Frost, который положил начало жанру своим альбомом «Hispanic Causing Panic» (1990).
Ещё до этого кубинский рэпер Mellow Man ознаменовал свой дебют в хип-хопе синглом, в котором звучал речитатив на английском и испанском языках. Сингл был выпущен в 1989 году. В своих треках Mellow Man использовал сленг латиноамериканского населения Лос-Анджелеса. Его считают «крестным отцом» жанра. Его сингл Mentirosa, основанный на риффах песни «Evil Ways» чикано-рокера Карлоса Сантаны, стал платиновым. В 1991 году Mellow Man, Kid Frost, A.L.T. и несколько других рэперов основали группу Latin Alliance и выпустили альбом; сингл с этого альбома — «Lowrider (On the Boulevard)» — стал хитом. Постепенно чикано-рэп приобретал все большую известность благодаря все новым и новым исполнителям этого жанра — A.L.T., A Lighter Shade of Brown и др. Наиболее известной чикано-группой стали Cypress Hill, хотя лидер «кипарисов» B-Real по происхождению является мексиканцем. Cypress Hill на западе и Big Pun на востоке стали «платиновыми» исполнителями латиноамериканского гангста-рэпа. Популярность приобрел также дуэт Psycho Realm, созданный братьями Хоакином Гонсалесом (Sick Jacken) и Густаво Гонсалесом (Big Duke).

### 1990-е годы

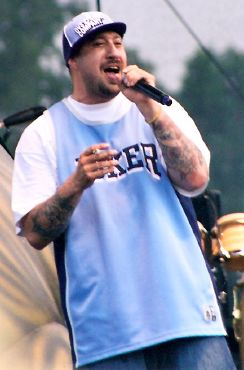
B-Real

В середине 1990-х рэпер Eazy-E сформировал группу Brownside как латиноамериканскую версию N.W.A. и поставил развитие чикано-рэпа под контроль Ruthless Records. В течение 1990-х в жанр проникают элементы народной мексиканской музыки, благодаря рэперам Kemo the Blaxican и Sinful of the Mexicanz. В наше время известнейшим представителем такой синкретической музыки является коллектив Akwid.

### Наше время
Один из наиболее широко признанных чикано-рэперов сегодня — Lil Rob из Сан-Диего, чей сингл «Summer Nights» стал хитом даже на радиостанциях, не являющихся постоянными вещающими латиноамериканскую музыку.
Многие чикано-рэперы в своих текстах повествуют об условиях жизни в латиноамериканском гетто, а также об истории Мексики. Чикано-рэп имеет поклонников не только на западе США, но и в других странах, в частности, в Японии. Хотя жанр и не является мейнстримным, его исполнители — Mr. Criminal, B-Real и другие — известны по всему миру, а некоторые элементы культуры латиноамериканского гетто (лоурайдеры, стиль одежды, татуировки) заимствуются многими представителями мирового хип-хоп сообщества.